# Христо Калоферов
Христо Калоферов е български журналист от Нова телевизия, водещ на „Новините на NOVA“. Преди това работи в БНТ.

## Биография
Роден е на 13 април 1979 г. в град Асеновград, Народна република България. След наборната си военна служба през 1999 г. започва работа в Българската национална телевизия, като става един от кореспондентите на „По света и у нас“ по Канал 1. През 2007 г. става част от екипа на „Новините на NOVA“ по Нова телевизия, където е бил и водещ на сутрешния блок.
Оказва подкрепа на различни социални каузи и инициативи – той е посланик на добра воля на програмата „Готови за успех“ в подкрепа образованието на сираци. През 2010 г. участва в танцувалното шоу „Байландо“, където партнира на глухонямата Роси и с огромна отговорност и съпричастност подкрепя нейната кауза. Със своите репортажи се ангажира активно и с темата за безопасността по пътищата и достъпната градска среда за хората с увреждания.